# 德爾馬 (紐約州)
德爾馬（英語：Delmar）是位於美國紐約州奧爾巴尼縣的非建制地區。

## 歷史
德爾馬的郵局自1885年營運至今。

## 地理
德爾馬所處的海拔為高於海平面68米（即223英呎），而該地所採用的時區為UTC-5，即北美东部时区（EST）。同時該地設有夏令時間，為UTC-5調快一小時，即UTC-4（EDT）。